# Скариоло, Серджо
Серджо Скариоло (итал. Sergio Scariolo; род. 1 апреля 1961, Брешиа, Ломбардия) — итальянский баскетбольный тренер. Возглавляет сборную Испании. Выиграв во главе неё четыре чемпионата Европы и чемпионата мира, Скариоло является одним из самых успешных тренеров в истории международных соревнований, и, по мнению многих игроков, журналистов и комментаторов, он считается величайшим тренером национальной сборной в её истории.

## Достижения
- 1985 — выигрыш чемпионата мира среди военнослужащих (сборная Италии);
- 1989/1990 — чемпион Италии (Скаволини);
- 1998/1999 — обладатель Кубка Короля;
- 1999/2000 — чемпион Испании;
- 2004/2005 — обладатель Кубка Короля;
- 2005/2006 — чемпион Испании;
- 2009, 2011, 2015, 2022— чемпион Европы со сборной Испании